# イヴァイロ・ヨルダノフ
イヴァイロ・ストイメノフ・ヨルダノフ（ブルガリア語: Ивайло Стоименов Йорданов, ラテン文字転写: Ivaylo Stoimenov Yordanov, 1967年7月9日- ）は、ブルガリア・サモコフ出身の元サッカー選手。元ブルガリア代表。現役時代のポジションはフォワード及び攻撃的ミッドフィルダー
キャリアの半分近くとなる10季をスポルティングCPで過ごし、公式戦で250試合以上に出場・2つの主要タイトルを獲得した。代表では9年に渡り招集され、2度のFIFAワールドカップとUEFA欧州選手権に1度出場した。

## クラブ経歴
サモコフに生まれたヨルダノフは、15歳の時に地元のPFCリルスキ・スポルティスト・サモコフでプロキャリアを始め、1989年にFCロコモティフ・ゴルナ・オリャホヴィツァへ移籍した。ロコモティフGOでの2季の在籍では、最後の年となった1990-91シーズンでチームは9位だったものの、個人としては21得点を挙げ得点王に輝いた。
同胞でありロコモティフGOでヨルダノフの前任者として活躍していたボンチョ・ゲンチェフと共に1991-92シーズンにポルトガル1部の強豪スポルティングCPと契約を締結した。ここでは、同僚の負傷により緊急でセンターバックを務めたことも含めて様々なポジションでプレーすることになった。1999-2000シーズンにクラブはリーグタイトルを獲得したものの、ヨルダノフは負傷の影響から11試合1得点の出場に留まり、翌2001年に定期的な負傷や多発性硬化症が原因により現役引退を余儀なくされた
引退後はスポルティングCPの下部組織を指導するために、そのままクラブに残留した。2010年6月7日からアンヘル・チェルヴェンコフ監督率いるリテックス・ロヴェチのスカウト部門のスタッフとして加入した。

## 代表経歴
ブルガリア代表として51試合4ゴールを記録し、1994 FIFAワールドカップと1998 FIFAワールドカップの2大会で7試合に出場した。1994年大会ベスト16のメキシコ戦では、トリフォン・イヴァノフが累積警告により出場停止、ニコライ・イリエフが負傷したことから守備的ミッドフィルダーを務めることになった。同試合はフリスト・ストイチコフが先制点を挙げ、後に1-1に追いつかれたもののPK戦の末に勝利している。
UEFA EURO '96では、グループリーグ全3試合中全試合に出場（2試合先発）したが、チームはグループリーグで敗退した。

## 代表歴

### 出場大会
- ブルガリア代表
  - 1994 FIFAワールドカップ
  - 1998 FIFAワールドカップ

### 試合数
- 国際Aマッチ 51試合 4得点（1991年-2000年）[4]

| ブルガリア代表 | 国際Aマッチ | 国際Aマッチ |
| 年             | 出場        | 得点        |
| -------------- | ----------- | ----------- |
| 1991           | 2           | 0           |
| 1992           | 5           | 0           |
| 1993           | 1           | 0           |
| 1994           | 9           | 0           |
| 1995           | 3           | 0           |
| 1996           | 11          | 1           |
| 1997           | 4           | 1           |
| 1998           | 8           | 1           |
| 1999           | 7           | 1           |
| 2000           | 1           | 0           |
| 通算           | 51          | 4           |

## タイトル

### クラブ
スポルティングCP
- スーペル・リーガ : 1999-2000
- タッサ・デ・ポルトガル : 1994-95

### 個人
- ブルガリアリーグ得点王 : 1990-91
- ブルガリア年間最優秀選手賞（英語版）: 1998